# بازگشت جاودانه
بازگشت جاودانه، بازگشت ابدی یا عود ابدی (به آلمانی: Ewige Wiederkunft) مفهومی فلسفی است که بر تکرار دوری و بی‌نهایت زمان دلالت دارد. بر این اساس اتفاقاتی که عیناً شبیه به هم هستند تا ابد به‌طور مداوم و دقیقاً به همان شکل رخ می‌دهند.

## فرضیه
فرض اصلی از این مفهوم ناشی می‌شود که احتمال وجود جهانی دقیقاً مانند جهان کنونی "غیر صفر" است. بناراین, اگر زمان بی‌نهایت باشد وجود ما باید بی‌نهایت بار تکرار شود. این مشابه ادعای تگمارک است، اما دقیقا یکسان نیست.
شخصی که در سیاره ای به نام زمین با کوه‌های مه‌آلود، مزارع حاصلخیز, و شهرهای پراکنده، در منظومهٔ شمسی با هشت سیاره دیگر "وجود" دارد, زندگی این شخص از هر نظر با زندگی شما یکسان بوده است - تا به الان به نظر می‌رسید که ما فقط باید همراه با آن زندگی کنیم، زیرا ساده‌ترین و محبوب‌ترین مدل کیهان‌شناسی امروزی پیش‌بینی می‌کند که این شخص در واقع در یک کهکشان وجود دارد. ۱۰^۱۰^۲۹ متر فاصله دارد
در سال ۱۸۷۱، لوئی آگوست بلانکی، با فرض کیهان‌شناسی نیوتنی که زمان و مکان بی‌نهایت است، ادعا کرد که بازگشت ابدی را با یک قطعیت ریاضی نشان داده است.

## دوران باستان
در یونان باستان، مفهوم بازگشت ابدی به‌طور برجسته با رواقی‌گری _مکتب فلسفی که توسط زنون سیتیوم تأسیس شد_ مرتبط بود. با این حال نکاتی وجود دارد مبنی بر اینکه این نظریه ممکن است از رواقیون سرچشمه نگیرد.
به گفته پورفیری، این یکی از آموزه‌های فیثاغورث بود که «پس از دوره‌های مشخص همان حوادث دوباره رخ می‌دهند» و اینکه «هیچ چیز کاملاً جدید نیست». اودموس رودس نیز در تفسیر خود بر فیزیک ارسطو , به این آموزه فیثاغورث اشاره می‌کند.
رواقیون، احتمالاً با الهام از فیثاغورث نظریه بازگشت ابدی را در فلسفه طبیعی خود گنجانده‌اند. طبق فیزیک رواقی، جهان در طول یک دوره ای در آتش‌سوزی عظیم (ekpyrosis) نابود می‌شود و سپس تولدی دوباره (palingenesis) را تجربه می‌کند. این چرخه‌ها تا ابد ادامه می‌یابد و در هر چرخه دقیقاً همان اتفاقات تکرار می‌شود. رواقیون ممکن است در مفهوم "سال بزرگ" از این آموزه حمایت کرده باشند که قدیمی‌ترین بیان شناخته شده آن در تیمائوس افلاطون یافت می‌شود. افلاطون این فرضیه را مطرح کرد که زمانی که خورشید، ماه و سیارات مدارهای مختلف خود را تکمیل کرده و به موقعیت اولیه خود بازگردند، یک چرخه کامل زمانی انجام می‌شود.
از سوی دیگر، اوریگن رواقیون را چنین توصیف می‌کند که ادعا می‌کنند محتوای هر چرخه یکسان نیست، بلکه فقط غیرقابل تشخیص است.
اوریگن همچنین نسخه‌ای هترودوکسی از این دکترین را ثبت می‌کند و اشاره می‌کند که برخی از رواقیون فرض می‌کنند که «تفاوت جزئی و بسیار جزئی بین یک دوره و رویدادهای دوره قبل از آن وجود دارد». اما این فرضیه احتمالاً یک باور رایج نبود، زیرا دیدگاه جبرگرایانه را که قلب فلسفه رواقی است, انکار میکند.
نویسندگان مسیحی به دلایل مختلف به آموزهٔ بازگشت ابدی حمله کردند. اوریگن استدلال کرد که این نظریه با اراده آزاد ناسازگار است (اگرچه او امکان چرخه‌های متنوع و غیر یکسان را مجاز می‌داند). آگوستین کرگدن به این واقعیت اعتراض کرد که رستگاری در طرح رواقی ممکن نیست، و استدلال می‌کرد که حتی اگر یک شادی موقت حاصل شود، اگر روحی محکوم به بازگشت دوباره به بدبختی باشد، نمی‌تواند واقعاً رستگار شود.
آگوستین همچنین از فیلسوفان خاصی یاد می‌کند که به جامعه عنوان شاهدی بر بازگشت ابدی اشاره می‌کنند: «آنچه بوده است چیست؟ آن چیزی است که باید باشد. و آنچه انجام می‌شود چیست؟ آن چیزی است که باید انجام شود: و هیچ چیز جدیدی در زیر آفتاب نیست. چه کسی می‌تواند صحبت کند و بگوید "آگاه باش! این جدید است و از دوره ی قبلی که پیشتر از ما بود، گذشته است!»
آگوستین منکر این است که این فرضیه به تکرار افراد، اشیاء و وقایع خاص هم اشاره دارد، و این قسمت را به معنای کلی تر تفسیر می‌کند و در حمایت از استدلال خود به آیات کتاب مقدس رومیان متوسل می‌شود که تأیید می‌کند, «مسیح در حال برخاستن از مردگان دیگر نمی‌میرد».

## فریدریش نیچه
مفهوم بازگشت جاودانه در برخی از نوشته‌های مهم فردریش نیچه نقش اساسی دارد. در تعدادی از آثار او از جمله "چنین گفت زرتشت", بازگشت جاودانه را تعریف می‌کند.
تاریخ پیدایش این ایده توسط نیچه به اوت ۱۸۸۱ برمیگردد، زمانی که او در سیلس-ماریا قدم می‌زد.

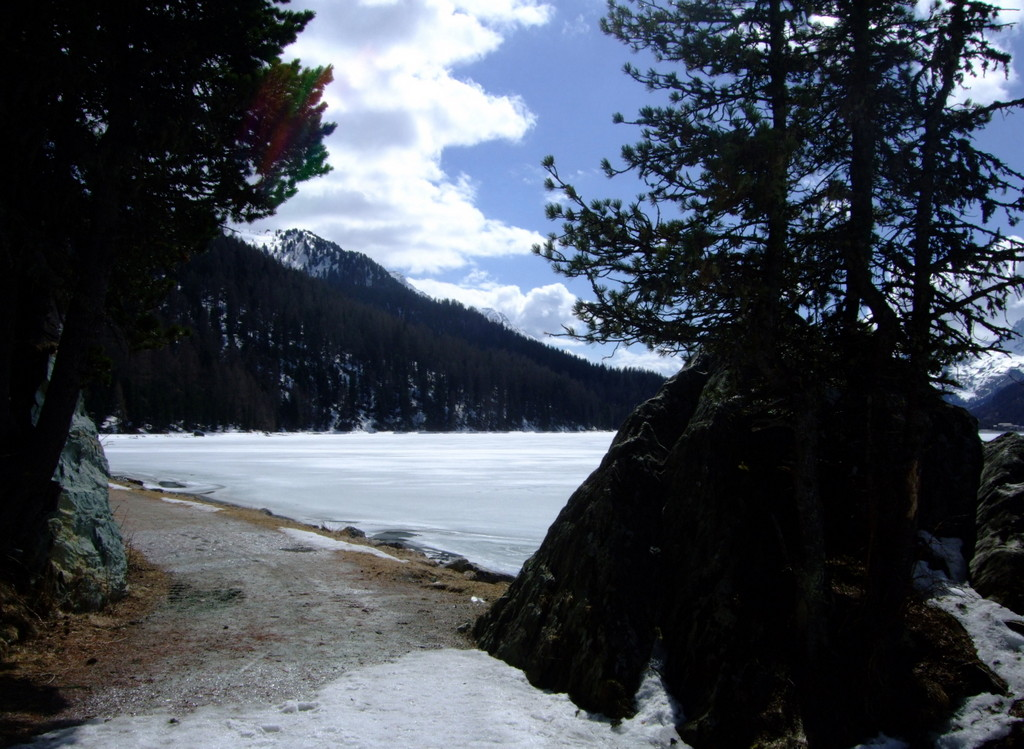
صحنه الهام نیچه: "توسط یک بلوک عظیم و هرمی انباشته شده نه چندان دور از سورلی "

تفاسیر بازگشت جاودانه آن گونه که در آثار نیچه به چشم می‌خورد، بیشتر حول محور اصول کیهانی و نگرشی و هنجاری می‌چرخد.
به عنوان یک اصل کیهان‌شناختی، فرض بر این است که زمان مانند دایره‌ای است که همه چیز تا ابد در آن تکرار می‌شود. تلاش ضعیفی برای اثبات در یادداشت‌های نیچه ذکر شده است و مشخص نیست که نیچه تا چه اندازه به حقیقت آن اعتقاد داشته است. منتقدان عمدتاً با اصل کیهان‌شناختی به عنوان معمایی در مورد اینکه چرا نیچه ممکن است این ایده را تبلیغ کرده باشد، برخورد کرده‌اند.
به عنوان یک اصل نگرشی، اغلب به عنوان یک آزمایش فکری به آن پرداخته می‌شود، تا ببینیم فرد چگونه واکنش نشان می‌دهد، یا به‌عنوان نوعی بیان نهایی تأیید زندگی، گویی که باید آرزوی بازگشت ابدی داشته باشد.
به عنوان یک اصل هنجاری، آن را به عنوان یک معیار یا معیار، شبیه به یک «قاعده اخلاقی» در نظر گرفته‌اند.

یکی از مواردی که در مورد بازگشت جاودانه در آثار نیچه مورد بحث قرار گرفته است، بخش ۳۴۱ در حکمت شادان، «بزرگترین وزن» است:
چه می‌شود اگر روزی یا شبی یک دیو شما را در تنهاترین تنهایی شما بدزدد و به شما بگوید: «این زندگی را که اکنون در آن زندگی می‌کنید و کرده‌اید، باید یک بار دیگر و چندین بار دیگر تکرار کنید.» در آن چیز جدیدی نخواهد بود، اما هر درد و هر شادی و هر فکر و آه و هر چیزی که به‌طور غیرقابل توصیفی کوچک یا بزرگ در زندگی شما وجود دارد باید به همان ترتیب و توالی به شما بازگردد. . . ] آیا خودت را پایین نمی‌اندازی و دندان قروچه نمی‌کنی و به دیویی که اینطور صحبت می‌کند نفرین نمی‌کنی؟ یا آیا یک بار لحظه ای فوق‌العاده را تجربه کرده‌اید که به او پاسخ می‌دهید: «تو خدایی و من هرگز خدایی تر از این نشنیدم». . . ] 
همان‌طور که هایدگر در سخنرانی‌های خود دربارهٔ نیچه اشاره می‌کند، اولین ذکر نیچه از بازگشت جاودانه، در قصیده ۳۴۱ «بزرگ‌ترین وزن» حکمت شادان، این مفهوم را به‌عنوان یک سؤال فرضی مطرح می‌کند نه اینکه آن را به عنوان یک واقعیت فرض کند. به گفته هایدگر، بار تحمیل شده توسط پرسش از بازگشت جاودانه همان - اینکه آیا چنین چیزی احتمالاً می‌تواند درست باشد یا نه - در تفکر مدرن بسیار مهم است: «شیوه ای که نیچه در اینجا اولین ارتباط فکری را الگوبرداری می‌کند. بزرگ‌ترین بار» [بازگشت ابدی] روشن می‌کند که این «فکر افکار» در عین حال «سنگین‌ترین فکر» است. رابرت ویکس پیشنهاد می‌دهد, مفهوم بازگشت ابدی همان‌طور که در "بزرگترین وزن" به تصویر کشیده شده است، "در خدمت جلب توجه از همه جهان‌های دیگر به غیر از دنیایی است که در حال حاضر در آن زندگی می‌کنیم، زیرا بازگشت ابدی امکان هر گونه ای را از بین می‌برد. فرار نهایی از دنیای کنونی تحلیل رابرت ویکس نشان می‌دهد که بازگشت ابدی به تکرار بی‌پایان رویدادهای خاص اشاره نمی‌کند، بلکه به شرایط عمومی اجتناب‌ناپذیری اشاره دارد که فقط نشان دهنده ی "وجود" در جهان فیزیکی است.
نویسندگان متعددی به موارد دیگر این فرضیه در اندیشه معاصر اشاره کرده‌اند. رودولف اشتاینر، که اولین فهرست کتابخانه شخصی نیچه را در ژانویه ۱۸۹۶ بازنگری کرد، خاطرنشان میکند که نیچه احتمالا چیزی مشابه را در دوره‌های فلسفه یوگن دورینگ (۱۸۷۵) خوانده است، که نیچه به آسانی آن را نقد کرد. لو آندریاس-سالومه اشاره کرد که نیچه در تأملات نابهنگام به مفاهیم چرخه‌ای باستانی زمان، به ویژه توسط فیثاغورثی‌ها اشاره می‌کند. هانری لیختنبرگر و چارلز اندلر سه اثر معاصر نیچه را مشخص کرده‌اند که بر همان فرضیه هستند. حث بلانکی و نیچه در مورد بازگشت جاودانه را در اثر تاریخی و ناتمام خود پروژه آرکیدها در کنار هم قرار می‌دهد. با این حال، گوستاو لوبون در هیچ جای دست نوشته‌های نیچه نقل نشده است. و آگوست بلانکی تنها در سال ۱۸۸۳ نامگذاری شد. از سوی دیگر، نیچه آثار وگت را در تابستان ۱۸۸۱ در سیلس ماریا خواند. آلبرت لانگ در کتابی که نیچه از نزدیک خوانده بود، از بلانکی در تاریخ ماتریالیسم (تاریخ ماتریالیسم) نام می‌برد.

والتر کافمن معتقد است که نیچه ممکن است با این ایده در آثار هاینریش هاینه مواجه شده باشد، که زمانی نوشت:
زمان نامتناهی است، اما اشیاء در زمان، اجسام انضمامی، متناهی هستند. آنها در واقع ممکن است به کوچک‌ترین ذرات پراکنده شوند. اما این ذرات، اتم‌ها، اعداد معین خود را دارند، و اعداد پیکربندی‌هایی که همگی از آنها تشکیل شده‌اند نیز معین هستند. اکنون، هر چقدر هم که زمان زیادی بگذرد، طبق قوانین ابدی حاکم بر ترکیب این بازی ابدی تکرار، همه پیکربندی‌هایی که قبلاً در این زمین وجود داشته است هنوز باید یکدیگر را ملاقات کنند، جذب کنند، دفع کنند، ببوسند، و دوباره یکدیگر را خراب کنند. . .
برای درک عود ابدی در اندیشه او، و نه تنها به صلح با آن، بلکه در آغوش گرفتن آن، نیاز به چیزی دارد که او آن را amor fati، «عشق به سرنوشت» می‌نامد. در Ecce Homo - «چرا من خیلی باهوش هستم»، بخش ۱۰، او اعتراف می‌کند:
«فرمول من برای عظمت در یک انسان عشق است: اینکه آدم می‌خواهد هیچ چیز متفاوت نباشد، نه جلو، نه عقب، نه در تمام ابدیت. نه صرفاً آنچه را که لازم است تحمل کنید، بلکه کمتر آن را پنهان کنید — تمام آرمان‌گرایی دروغگویی در برابر آنچه ضروری است است — بلکه آن را دوست داشته باشید.
در سمینار کارل یونگ دربارهٔ چنین گفت زرتشت، یونگ ادعا می‌کند که کوتوله ایده بازگشت جاودانه را قبل از اینکه زرتشت استدلال خود را دربارهٔ بازگشت جاودانه به پایان برساند بیان می‌کند. کوتوله با تحقیر زمزمه کرد: «همه چیز درست دروغ است.» «حقیقتی وجود ندارد، زمان خود یک دایره است.» با این حال، زرتشت در پاراگراف بعدی کوتوله را پس می‌زند و او را از روح گرانش برحذر می‌دارد.
ژیل دلوز پیشنهاد کرد که بازگشت جاودانه نیچه نه تنها دستورالعملی برای رفتار اخلاقی است، بلکه یک درک رادیکال از ماهیت زمان است. همان‌طور که او می‌گوید: «حال باید با خودش به عنوان گذشته و هنوز هم وجود داشته باشد. رابطه ترکیبی لحظه با خودش به مثابه حال، گذشته و آینده، رابطه آن را با لحظات دیگر پایه‌گذاری می‌کند؛ بنابراین بازگشت ابدی پاسخی به مشکل گذر [بین گذشته و حال، یا حال و آینده] است.» دلوز این درک را با این درک مقایسه کرد که نیچه به بازگشت واقعی و مکانیکی همان لحظه اشاره دارد. دلوز بیشتر مدعی بود که نیچه در تلاش است تا هستی و شدن را ترکیب کند: «این هستی نیست که برمی‌گردد، بلکه برگرداندن خودش است که تا آنجایی که صیرورت تأیید می‌شود، وجود را تشکیل می‌دهد». بیان خود دلوز از این مفهوم در تفاوت و تکرار (۱۹۶۸) بیشتر گسترش یافت.

## آلبر کامو
آلبر کامو، فیلسوف و نویسنده، مفهوم «بازگشت ابدی» را در مقاله‌اش دربارهٔ «افسانه سیزیف» بررسی می‌کند، که در آن ماهیت تکراری هستی نشان‌دهنده پوچی زندگی است، چیزی که قهرمان می‌کوشد از طریق تجلی آنچه پل تیلیش می‌خواند مقاومت کند. «شجاعت بودن». اگرچه وظیفه غلتاندن بارها و بارها به بالای تپه بدون انتها ذاتاً بی‌معنی است، چالشی که سیزیف با آن مواجه است، پرهیز از ناامیدی است. کامو نتیجه می‌گیرد: «باید سیزیف را شاد تصور کرد».

## مخالفت‌ها
والتر کافمن _محقق نظریات نیچه_ استدلالی که در ابتدا توسط گئورگ زیمل ارائه شد را شرح میدهد و این ادعا را رد می‌کند که تعداد محدودی از حالت‌ها باید در مدت زمان نامحدود تکرار شوند:
حتی اگر اتفاقات بسیار کمی در یک فضای محدود در یک زمان نامتناهی وجود داشته باشد، آن اتفاقات مجبور نیستند دقیقا در همان تنظیمات تکرار شوند. فرض کنید سه چرخ با اندازه مساوی وجود داشته باشند که بر روی یک محور می‌چرخند، یک نقطه در محیط هر چرخ مشخص شده است و این سه نقطه در یک خط مستقیم قرار گرفته‌اند. اگر چرخ دوم دو برابر سریعتر از چرخ اول بچرخد و اگر سرعت چرخ سوم ۱/π سرعت چرخ اول باشد، خط اولیه هرگز تکرار نمی‌شود.